# Earl Young (batteur)
Pour les articles homonymes, voir Young et Earl Young (homonymie).
Earl Donald Young (né le 2 juin 1940) est un batteur de musique soul américain, basé à Philadelphie, qui se fait connaître au début des années 1970 comme l'un des inventeurs du Philladelphia sound. Musicien de studio, Young est surtout connu en tant que fondateur et leader du groupe The Trammps qui obtient un succès avec le disque Disco Inferno. Earl Young est aussi, avec le guitariste Ronnie Baker et le bassiste Norman Harris (le trio mieux connu sous le nom de Baker-Harris-Young ou B-H-Y), le propriétaire du label Golden Fleece. 

## Carrière
Young est considéré comme l'inventeur du rythme de batterie du style disco (dans The Love I Lost de Harold Melvin and the Blue Notes en 1973), et est souvent reconnu pour avoir popularisé le motif rythmique « four-on-the-floor » (rythme constant et uniformément accentué en 
, au cours duquel la grosse caisse est frappée à chaque temps), et comme le premier batteur à faire un usage distinctif et étendu de la cymbale charleston tout au long d'un enregistrement de rhythm and blues. Cette caractéristique conduit notamment les DJs de l'époque à privilégier ses enregistrements car ils peuvent entendre la cymbale assez facilement dans leurs écouteurs pendant qu'ils « repèrent » les enregistrements à mixer. 
Au milieu des années 1960, Young joue de la batterie sur de nombreux enregistrements pour le label Arctic Records basé à Philadelphie, sur lequel est signé son propre groupe The Volcanos (base future pour The Trammps) ; par exemple Yes, I'm Ready de Barbara Mason (1965), The Jokes on You de Kenny Gamble (1966), Ain't Got The Love Of One Girl (On My Mind) de The Ambassadors (1969), Let's Wait Until Dark de Della Humphrey (1969), ou Soul Summit, le LP des Ambassadors (1969). Il joue également pour le label de Philadelphie Phil L.A. Of Soul sur Love Is All Right (The Horse) de Cliff Nobles & Co. en 1968 (une production de Jesse Martin), un classique populaire de la Northern soul. 
À partir de sa création en 1971, Young figure en bonne place sur de nombreux enregistrements de la firme Philadelphia International Records (PIR) avant de passer à Salsoul Records en tant que membre du groupe maison du label. Il enregistre beaucoup aux Sigma Sound Studios de Philadelphie au sein du groupe de musiciens de studio connu sous le nom de MFSB. Dans une interview accordée en 2005 au magazine Modern Drummer, le bassiste Anthony Jackson est invité à se rappeler s’il se souvient avoir travaillé avec Young : 
« Oui, bien sûr. C'était à l'époque où je travaillais avec Gamble & Huff à Philadelphie. Je n'ai pas pu trop le faire avec Earl parce que je jouais habituellement avec le groupe de Billy Paul, et Norman Farrington était son batteur. Mais comme j'ai continué à travailler pour Gamble & Huff, j'ai fait quelques séances avec Earl. Mon grand projet avec lui fût For The Love Of Money des O'Jays. J'ai été stupéfait par sa puissance. Cela ne ressort peut-être pas des enregistrements, mais c'est un "botteur de cul". Écoutez un morceau classique d'Earl Young comme If You Don't Know Me By Now d'Harold Melvin and the Blue Notes. Il n'y a pas de piste de clic (clic track). Earl avait l'équivalent pour batteur d'une oreille absolue. Je n'ai vu le terme auquel on fait référence qu'une seule fois, et ça s'appelle le "rythme infaillible". Personne n’a le temps parfait, mais vous trouvez des gens comme Buddy Rich et Tony Williams qui peuvent jouer sans que le temps ne dérive. J'ai aussi vu en studio le super batteur James Gadson démontrer un rythme infaillible. Je l'ai vu superposer des batteries sur une piste sans clic track, et c'est tout simplement parfait. Je n'ai pas parlé à Earl Young depuis que nous avons fait ce disque, mais je n'ai jamais oublié ces séances. Earl est l'un des grands batteurs. Je n'oublierai jamais l'impact qu'il a eu ».
Le guitariste T.J. Tindal a dit de Young qu'il était « un batteur très simple dont le truc était juste au milieu du groove. Certains batteurs jouent un peu en arrière du rythme, certains batteurs sont un peu en avance sur le rythme... Earl était pile au milieu, presque comme une machine ».
En 1989, les nouveaux venus Ten City viennent chercher Young pour travailler sur leur premier album de la scène de house music, et demandent même à Young de remixer une partie du matériel et en tant que batteur de session. 
En septembre 2008, Young rejoint d'autres anciens musiciens de MFSB lors de la session d'enregistrement de Carl Dixon et Bobby Eli au Eli's Studio E à Philadelphie, où 4 nouvelles chansons sont enregistrées. La section rythmique comprend Young, Eli, Dennis Harris (le cousin du guitariste de Philadelphie Norman Harris) à la guitare, Jimmy Williams (basse), T Conway (claviers) et Rikki Hicks (percussions). Les chanteurs de cette session sont le groupe d'harmonies Double Exposure de Philadelphie interprétant Soul Recession et Chiquita Green.

## Honneurs et récompenses
En 1979, Young reçoit le Grammy Award de l'album de l'année pour la bande originale du film Saturday Night Fever, sur laquelle figure Disco Inferno. 
La Philadelphia Music Alliance (PMA) honore Young avec cinq plaques de bronze sur le Walk of Fame de Broad Street. Il est reconnu en tant que membre des Trammps, de la section rythmique hors pair Baker, Harris & Young, du groupe du studio Philadelphia International Records MFSB, du Salsoul Orchestra, ainsi que de John Davis & the Monster Orchestra. 
En 2016, Young est intronisé au Musicians Hall of Fame and Museum.
Il est classé 76e dans la liste des « 100 meilleurs batteurs de tous les temps » du magazine Rolling Stone.

## Discographie sélective
Voici une liste, non exhaustive, de chansons sur lesquelles Earl Young joue de la batterie :
- 1969 : Jerry Butler - Only the Strong Survive[11]
- 1970 : Dusty Springfield - Brand New Me
- 1972 : The Spinners - I'll Be Around
- 1972 : The O'Jays - Back Stabbers, Love Train[12]
- 1974 : MFSB - TSOP (The Sound of Philadelphia)
- 1976 : The Trammps - Disco Inferno
- 1976 : Lou Rawls - You'll Never Find Another Love like Mine

Earl Young est co-auteur de Hold Back the Night de Graham Parker and the Rumour, sur l'EP The Pink Parker (1977).